# Augustinessen Zwartzusters van Halle
Die Kongregation Augustinessen Zwartzusters van Halle ist ein römisch-katholischer Frauenorden, der 1858 in der belgischen Stadt Halle gegründet wurde. Die  Ordensgemeinschaft ist organisatorisch der Ordensfamilie der Cellitinnen und Zwartzusters angegliedert. 

## Geschichte
Die Stadt Halle erwarb 1853 einen Gebäudeteil des ehemaligen Jesuitenklosters, um hier ein Krankenhaus aufzubauen. Die Leitung dieses neuen Hospitals sollte auf Wunsch des Bürgermeisters durch den Frauenorden der „Zwarte Zusters van Dendermonde“ übernommen werden. Am 18. November 1854 nahmen die ersten zwei Ordensschwestern ihre Arbeit auf, ihnen schlossen sich weitere Mitschwestern an.

### Selbständigkeit
Am 22. Juni 1857 beantragten diese Schwestern beim Erzbischof von Mecheln-Brüssel, Kardinal Engelbert Sterckx, die Selbständigkeit ihrer Kommunität. Diesem Antrag folgend, erhielten sie am 31. März 1858 die Erhebung zu einer Kongregation bischöflichen Rechts. 1868 begann die Ausweitung des Ordens, als Schwestern nach Puurs und später nach Wilrijk entsandt wurden. In Halle lebten die Schwestern zunächst in einem kleinen angemieteten Haus. Am 12. April 1898 konnten sie den Grundstein zu ihrem Mutterhaus legen. 

### Fusionen
Am 26. Dezember 1927 hatte sich die Gemeinschaft mit dem Augustinerorden vereinigt, 1959 schloss sich ihnen die Kongregation der Franciscanessen van O. L. V. van het H. Hart an, ihnen folgten 1964 die Zusters Dienstmaagden van Maria mit dem Mutterhaus in Erps-Kwerps. Somit bestand die Kommunität nun aus 135 Schwestern, die auf 11 Häuser verteilt waren. 1974 traten einige Schwestern der Kongregation der Zusters van Maria (Marienschwestern) in Leuven bei, 1983 bestand der Orden aus sieben Konventen mit insgesamt 75 Schwestern. Diese Zahl verminderte sich bis 1997 auf 48 Schwestern.

### Jubiläum
Im Jahr 2008 feierte die Augustinessen Zwartzusters van Halle ihren 150. Gründungstag. Sie feierten diesen Tag als Gemeinschaft von 31 Schwestern. Anlässlich dieses Tages zelebrierte Kardinal Godfried Danneels am 30. März 2008 ein Hochamt mit anschließender Segnung aller Ordensschwestern.